# Thomas Mukarobgwa
Thomas Mukarobgwa fue un pintor y escultor de Zimbabue, nacido el año 1924  en Nyanga  y fallecido en 1999. Trabajó como bedel de museo durante la mayor parte de su carrera.

## Datos biográficos
Mukarobgwa nació en Nyanga, en el campo de lo que entonces era Rodesia, y tuvo poca educación. Su primer contacto con el arte fue en 1956 cuando conoció a Frank McEwen, el recién nombrado director de la Galería Nacional de Zimbabue. McEwen le contrató como asistente de la galería y le dio los materiales artísticos, invitándole a unirse a una escuela de arte que entonces se formó en el sótano del museo. Mukarobgwa se convirtió así en uno de los miembros originales de lo que iba a ser conocida como la Workshop School (Escuela Taller).
Mukarobgwa comenzó su carrera artística como pintor, pero prosiguió con la escultura a partir de 1962; volvió a pintar sólo en la década de 1990. Rápidamente se ganó una reputación internacional por su talento, y en 1963 Alfred Barr adquirió dos de sus pinturas para las colecciones del Museo de Arte Moderno de Nueva York. Sin embargo, siguió trabajando como asistente de la galería hasta su jubilación en 1997. Había planeado dedicar sus últimos años a la pintura en su casa de campo, pero murió en Harare antes de tener la oportunidad.
Las obras de Mukarobgwa se inspiraron en el paisaje natal y en las leyendas y la cultura de los pueblos Shona, de quien era descendiente. Sus composiciones eran simples, y con frecuencia utilizan colores brillantes y contrastes audaces. Sus esculturas fueron en general más redondeadas y suaves, con la talla mínima en sus superficies.